# Moupinoxbär
Moupinoxbär (Cotoneaster moupinensis) är en rosväxtart som beskrevs av Adrien René Franchet. Moupinoxbär ingår i släktet oxbär och familjen rosväxter. Arten härstammar från Kina och är en medelstor buske (höjd 3-5 meter) med lätt hängande grenar. Den förekommer idag som trädgårdsväxt i många delar av världen och odlas som en prydnadsbuske i trädgårdar. Till Sverige infördes arten efter år 1800 som trädgårdsväxt.